# Lòl·lia Paulina
Lòl·lia Paulina (en llatí Lollia Paulina) va ser la neta de Marc Lol·li i hereva de la seva gran fortuna producte de l'espoli a les províncies.
Plini va descriure les joies que lluïa als cabells, al voltant del coll, als braços i als dits, i les valorava en 40 milions de sestercis. Estava casada amb Publi Memmi Règul, però l'emperador Calígula, atret per la seva bellesa, va obligar el seu marit a divorciar-se'n i s'hi va casar, però per poc temps perquè ràpidament se'n va divorciar.
Quan l'emperador Claudi va fer matar la seva infidel dona Valèria Messal·lina, Lòl·lia va ser una de les candidates a cobrir la vacant. Una vegada casat Claudi amb Agripina Menor, aquesta el va obligar a enviar-la al desterrament, i després hi va enviar a un tribú que la va matar. Neró va erigir un sepulcre en el seu honor.